# Comuna Radîvonivka, Velîka Bahacika
Radîvonivka (în ucraineană Радивонівка) este o comună în raionul Velîka Bahacika, regiunea Poltava, Ucraina, formată din satele Ceapaievka, Ivanivka, Perekopivka, Radîvonivka (reședința) și Volodîmîrivka.

## Demografie
Componența lingvistică a comunei Radîvonivka
     Ucraineană (92,1%)
     Rusă (5,37%)
     Maghiară (1,36%)
     Alte limbi (1,05%)
Conform recensământului din 2001, majoritatea populației comunei Radîvonivka era vorbitoare de ucraineană (92,1%), existând în minoritate și vorbitori de rusă (5,37%) și maghiară (1,36%).